# Melitaea shandura
Melitaea shandura är en fjärilsart som beskrevs av Evans 1924. Melitaea shandura ingår i släktet Melitaea och familjen praktfjärilar. Inga underarter finns listade i Catalogue of Life.